# 柳田村 (長崎県)
柳田村（やなぎだむら）は、長崎県壱岐郡にあった村。1955年（昭和30年）に武生水町、初山村、志原村、渡良村、沼津村と合併し、郷ノ浦町となった。
現在の壱岐市郷ノ浦町の西部にあたる。

## 地理
壱岐島の南西部に位置する。
- 山：角上山（津の上山）
- 河川：御神名川、烏賊ノ口川
- 港湾：半城湾

## 沿革
- 1889年（明治22年）4月1日 - 町村制施行により、物部村・半城村が合併し石田郡柳田村が発足。
- 1896年（明治29年）4月1日 - 郡制施行により、壱岐郡と石田郡が合併し改めて壱岐郡が発足[1]。同日より柳田村は壱岐郡の管轄となる。
- 1955年（昭和30年）2月11日 - 武生水町・初山村・志原村・渡良村・沼津村と合併して郷ノ浦町が発足し、初山村は自治体として消滅。

## 地名
柳田村では大字（物部・半城）を冠称した触を行政区域とする。
大字物部（ものべ）
- 木田触
- 田中触
- 本村触[3]
- 柳田触

大字半城（はんせい）
- 牛方触
- 大浦触
- 本村触[4]

## 名所・旧跡
- 天手長男神社